# Echinoclathria waldoschmitti
Echinoclathria waldoschmitti är en svampdjursart som beskrevs av de Laubenfels 1954. Echinoclathria waldoschmitti ingår i släktet Echinoclathria och familjen Microcionidae.
Artens utbredningsområde är havet kring Mikronesien. Inga underarter finns listade i Catalogue of Life.